# Drametse Ngacham

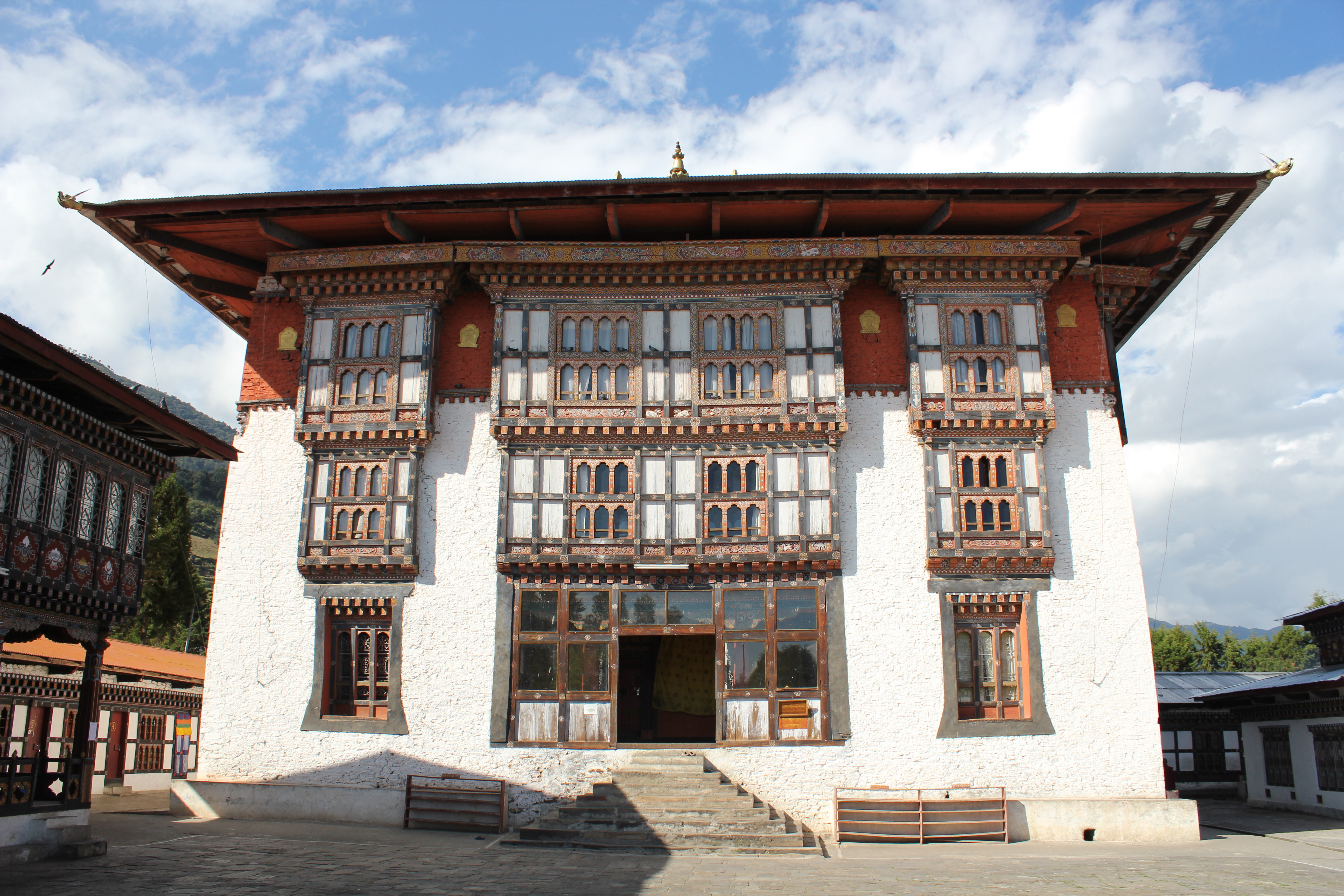

De Drametse Ngacham is een heilige masker-dans van de Drametse-gemeenschap in Bhutan, de dans wordt uitgevoerd gedurende het Drametsefestival ter ere van Padmasambhava, een boeddhistische goeroe. Het festival, dat twee keer per jaar plaatsvindt in dit oostelijke Bhutaanse dorp, wordt georganiseerd door het Ogyen Tegchok Namdroel Choeling klooster. 
De dans wordt uitgevoerd door zestien gemaskerde dansers, zij dragen kleurrijke kostuums en tien andere mannen vormen het orkest. De dans heeft een rustige en contemplatieve deel dat de vreedzame goden en een snel en atletisch gedeelte waar de dansers de toornige godheden vertegenwoordigen. Dansers, gekleed in monastieke gewaad en met houten maskers met de kenmerken van echte en mythische dieren, voeren een gebeddans uit in de soeldep cham, het belangrijkste heiligdom, voordat ze een voor een in het centrale binnenhof tevoorschijn komen. Het orkest bestaat uit bekkens, trompetten en trommels, met inbegrip van de nga bang, een grote cilindervormige trommel, de lag nga, een kleine ronde platte trommel en de nga chen, een trommel die wordt bespeeld met een gebogen drumstick. 
De Drametse Ngacham wordt in het klooster al eeuwen uitgevoerd. De dans heeft een religieuze en culturele betekenis, want het is vermoedelijk oorspronkelijk uitgevoerd door de helden en heldinnen van de hemelse wereld. 
In de negentiende eeuw werden versies van de Drametse Ngacham ingevoerd in andere delen van Bhutan. Sinds 2005 staat de dans vermeld op de Lijst van Meesterwerken van het Orale en Immateriële Erfgoed van de Mensheid.